# Helene von Nostitz
Helene von Nostitz (Berlino, 18 novembre 1878 – Bassenheim, 17 luglio 1944) è stata una scrittrice e pianista tedesca.

## Biografia
Helene Lina Olga Vera fu cittadina tedesca, scrittrice, valente pianista e fautrice di salotti letterari. Nacque dal matrimonio del barone Conrad Otto von Benckendorff und von Hindenburg, generale prussiano e diplomatico tedesco (1839-1914), fratello minore del noto cancelliere tedesco Paul von Hindenburg.
Helene, sorella minore del diplomatico tedesco, barone Herbert von Benckendorff und Hindelburg (1872), fu una giovane rappresentante della spensierata nobiltà internazionale e mitteleuropea, trascorrendo i suoi anni giovanili tra Berlino, Londra, Parigi, Firenze e Livorno, dove la madre Sophie aveva acquistato nel 1900 una sontuosa dimora estiva nei Casini d'Ardenza, ala sud, ove poi si trasferì dopo la separazione di fatto dal marito.
Dalla madre, che aveva tenuto un importante salotto culturale, frequentato dall'alta società berlinese, insieme a quelli delle contesse Helene von Harrach e Cornelie Richter e dell'amica Marie von Olfens, Helene ereditò la sensibilità artistica, suonando il piano e dilettandosi con la tavolozza dei colori e la creta per creare piccoli paesaggi, composizioni floreali o piccole sculture. Nell'attività artistica fu incoraggiata dalla madre che nell'antica rimessa in fondo al giardino della villa dell'Ardenza, aveva ricavato un atelier familiare, dove la figlia lavorava ed organizzava piccole mostre personali.
Il 24 ottobre 1904 Helene si unì in matrimonio con il conte Alfred von Nostitz-Wallwitz (1870-1953), giurista, diplomatico, ambasciatore a Vienna e poi ministro degli interni e della cultura della Sassonia e grande appassionato di mobili della "Secessione" acquistando un'importante scrivania, rappresentativa di quello stile.
Agevolata dalla posizione sociale e dalla spiccata sensibilità artistica, Helene divenne un'importante dama della società europea aprendo i suoi salotti culturali a scrittori ed artisti. I suoi ricevimenti, dapprima a Weimar (1908-1910) e poi negli anni '20 del XX secolo a Berlino in Maassenstrasse (quartieree di Schöneberg) e in Goethestrasse a Zehlendorf, furono luogo d'incontro di importanti esponenti della cultura del tempo.
Tra questi ebbe un'assidua corrispondenza con lo scultore francese Auguste Rodin. Fu presentata insieme alla madre dal mecenate conte Harry Kessler, in occasione dell'esposizione Universale di Parigi del 1900, quando lei era ospite del nonno il principe von Münster ambasciatore tedesco a Parigi. Rodin, colpito dalla sua evidente bellezza e leggiadria, vi instaurò una lunga amicizia intellettuale ("ma grande et noble amie..."), e la immortalò in una serie di busti in marmo, argento (1902-1908) e pasta vitrea (1911), tuttora presenti in collezioni private e musei ([[Museo Rodin]] a Parigi, Neue Pinakothek di Monaco, [[Philadelphia Museum]]), alcuni di questi scolpiti quando lui era ospite nella villa dell'Ardenza (1902). Il busto da lui scolpito nel marmo (1907), fu da tutti considerato un vero capolavoro ed una delle maggiori attrazioni della mostra sulla "Secessione" del 1908 a Vienna.
La sua bellezza giovanile fu anche immortalata in un acquerello del maestro Guglielmo Micheli durante il suo soggiorno a Livorno.
L'epistolario più intenso lo ebbe con lo scrittore Rainer Maria Rilke che aveva sposato Clara Westhoff, allieva dello stesso Rodin. Rilke si ispirò alla figura della contessa Helene in due poesie redatte in occasione di un suo soggiorno estivo nella stazione balneare di Heiligendamm, dove incontrò Helene e la sua famiglia nel 1913. Il loro primo incontro era già avvenuto a Jena nel gennaio 1910, in occasione di una lettura di Rilke di alcune sue opere al pubblico. Lei, dopo la manifestazione, si era presentata spontaneamente al poeta che però la ripagò con poca galanteria e distacco, come puntualizza la stessa Helene nel suo diario. 
Tuttavia, egli rimase in contatto con la nobildonna, forse attratto dalle molte personalità di rilievo del mondo politico e culturale mitteleuropeo che la circondavano (Rodin, Hofmannthal, il conte anglo-tedesco Harry Kessler, Henry van de Velde, diplomatici, politici, musicisti).
In una sentita lettera dei primi di luglio del 1913 inviata al poeta, Helene lodava l'ambiente sereno del suo rifugio baltico di Heiligendamm e manifestava la sua speranza di potersi rivedere con lui. Rilke, dopo un breve pellegrinaggio a Weimar, nei luoghi di Goethe, decise di visitare l'amica nel suo luogo di vacanza, prima di rientrare a Berlino.
Presso la residenza di Hedwig Bernhard, Rilke si incontrò con Helene, suo marito Alfred, i due figli Renata e Oswalt e la madre di lei, la contessa Sophie von Muestenberg. Pensando di arrivare in una stazione balneare sonnolenta e noiosa, trovò invece l'ambiente del bagno e dell'hotel vivace e rumoroso, tanto che in una lettera recapitata all'hotel di Helene diceva che era arrivato il suo poeta, ma che voleva ripartire presto per la confusione. Tuttavia, il bellissimo periodo trascorso nella località estiva in compagnia dei Nostitz lo ispirò a scrivere due poesie.
È difficile dire perché lui non ne incoraggiò l'amicizia. Lei era una donna bellissima e affascinante e la sua relazione con il marito si trascinava stancamente. Rilke potrebbe aver compreso che lei era comunque una donna impegnata, infatti Helene si era fatta trovare con tutta la famiglia al seguito durante quei giorni felici trascorsi a Heiligendamm; giorni che lei stessa rese indimenticabili nel suo diario (Nella vecchia Europa), memoriale autobiografico pubblicato postumo dal figlio Oswalt.
Illustrando la sua opera "Benvenuta", Rilke scrisse a Helene nell'aprile 1914 che in previsione della vacanza a Heiligendamm egli aveva sentito come un'anticipazione di quelle ore serene e felici. Helene anche in quell'occasione continuò a tenere una condotta graziosa e cortese, nonostante il recente lutto del padre, non incoraggiando il tipico atteggiamento mentale di Rilke che ne caratterizza l'epistolario di "Benvenuta".
La corrispondenza tra Rilke ed Helene non rivela alcuna novità sullo spirito consueto di Rilke; gli argomenti sono richiami alla Russia, alla Spagna, ad Eleonora Duse che programmava di recitare il "Marienlieder" dell'autore indossando l'abito claustrale.
Helene, nonostante il poeta non avesse particolare predisposizione per la musica, lo invitava ad esprimere le sue "interessanti considerazioni". Lei infatti era una valente pianista e spesso si dilettava a suonare in duo con il maestro Schumann di Auerbach.
Nella pubblicazione postuma delle lettere tra Helene ed il poeta, il figlio Oswalt, che ne curò l'edizione, volle precisare che tra i due non c'era mai stata alcuna confidenza che andasse oltre gli interessi culturali.
Anche il librettista e scrittore austriaco Hofmannsthal ebbe una corrispondenza con Helene, definendola "la donna più bella ed elegante che avesse conosciuto in Germania" e s'ispirò alla sua figura in alcune protagoniste delle sue opere.
La proverbiale bellezza di Helene fu ricordata anche in una poesia di Rudolf Alexander Schröder "Die Norddeutschen".
La sua opera di scrittrice è testimoniata da numerosi testi pubblicati, anche postumi dal figlio Oswalt von Nostitz.
Oltre le copiose raccolte epistolari, ella scrisse e pubblicò, ancora in vita, alcuni testi relativi ai suoi viaggi ed esperienze personali come "Berlin" (1929), "Hindenburg at home" (1931), "Festliches Dresden, die Stadt Augustus des Starken" (1941).